# Orel Grinfeld
Orel Grinfeld (en hebreo אוראל גרינפלד) (Kiryat Yam, Israel, 21 de agosto de 1981) es un árbitro de fútbol israelí. Es árbitro FIFA desde el año 2012.

## Trayectoria
Ha arbitrado partidos en el Campeonato Europeo Sub-17 de la UEFA 2012. También ha ido en a árbitro partidos en la Liga Europa de la UEFA y la Liga de Campeones de la UEFA.
En 2018 debutó en la liga A de la Liga de las Naciones de la UEFA, en el partido entre Bélgica e Islandia (2–0).